# اسماعیلیه (سودان)
اسماعیلیه، یکی از طریقت های صوفیه است که توسط اسماعیل بن عبدالله ولی (متوفی ۱۲۸۰ ه.ق) در سودان بنا نهاده شد. این طریقت به سال ۱۲۵۸ ه.ق تاسیس شده است و پس از درگذشت رهبر فرقه، فرزندش ازهری، ریاست و رهبری طریقت را عهده دار شد و با تغییرهایی، فرقه و طریقت جدیدی را با نام ازهریه به وجود آورد. این فرقه که از منشعبات طریقه مرغنیه خلوات محسوب می شود و طریقه‌ای محلی است که دو سازماندهی طریقه‌های سنتی و ادریسی را در خود جای داده است.

## رهبر فرقه
اسماعیل بن عبدالله ولی متوفی سال ۱۲۸۰ ه.ق (۱۸۴۹ میلادی) است که از شاگردان محمد عثمان مرغنی می باشد. وی طریقه‌ای صوفیانه را در سودان (آفریقای جنوبی) بنا نهاد که نام آن را از نام خویش اقتباس نمود و طریقه اسماعیلیه نامگذاری کرد.